# メイソン・グレイディ
メイソン・グレイディ（Mason Grady、2002年3月29日 - ）は、ユナイテッド・ラグビー・チャンピオンシップ、カーディフ・ラグビーに所属するラグビー選手。

## プロフィール
- ウェールズ・カーディフ出身[1]。
- ポジションはウィング(WTB)、センター(CTB)。
- 身長 196cm、体重 112kg
- 兄のコリー・アレンは元ラグビー選手(元ウェールズ代表)[2]。
- U20ウェールズ代表に選ばれたことがある[3]。
- ウェールズ代表キャップは6（2024年2月現在）でラグビーワールドカップ2023のウェールズ代表に選ばれた[4]。

## 略歴
2019年、カーディフ・ブルーズ(現:カーディフ・ラグビー)に加入。